# Schwarzach im Pongau
Schwarzach im Pongau é um município da Áustria, situado no distrito de St. Johann im Pongau, no estado de Salzburgo. Tem 3,2 km² de área e sua população em 2019 foi estimada em 3.505 habitantes.